# North Johns
North Johns és una població dels Estats Units a l'estat d'Alabama. Segons el cens del 2000 tenia 142 habitants.

## Demografia
Segons el cens del 2000, North Johns tenia 142 habitants, 51 habitatges, i 37 famílies. La densitat de població era de 288,6 habitants/km².
Dels 51 habitatges en un 29,4% hi vivien nens de menys de 18 anys, en un 47,1% hi vivien parelles casades, en un 17,6% dones solteres, i en un 25,5% no eren unitats familiars. En el 21,6% dels habitatges hi vivien persones soles el 2% de les quals corresponia a persones de 65 anys o més que vivien soles. El nombre mitjà de persones vivint en cada habitatge era de 2,78 i el nombre mitjà de persones que vivien en cada família era de 3,26.
Per edats la població es repartia de la següent manera: un 23,2% tenia menys de 18 anys, un 11,3% entre 18 i 24, un 23,9% entre 25 i 44, un 23,9% de 45 a 60 i un 17,6% 65 anys o més.
L'edat mitjana era de 38 anys. Per cada 100 dones hi havia 94,5 homes. Per cada 100 dones de 18 o més anys hi havia 101,9 homes.
La renda mitjana per habitatge era de 23.750 $ i la renda mitjana per família de 33.750 $. Els homes tenien una renda mitjana de 35.375 $ mentre que les dones 7.083 $. La renda per capita de la població era de 8.149 $. Aproximadament el 23,1% de les famílies i el 31,2% de la població estaven per davall del llindar de pobresa.

## Poblacions més properes
El següent diagrama mostra les poblacions més properes.